# Ullahau
Ullahau eller Ulla Hau är ett naturreservat och Natura 2000-område på Fårö, ett delvis skogbevuxet sanddynområde med rik insektsfauna.
Ullahau, på Avanäset på nordöstra Fårö, är ett stort flygsandfält av kvarts- och fältspat. Eftersom det där, till skillnad från större delen av Gotland, saknas kalk, avviker växtligheten från den vanliga på Gotland. Ullahau är Sveriges största parabeldyn och är formad som en hästsko med öppning mot norr, och uppemot 300 meter bred i söder. Mot öster höjer sig dynen som högst drygt 15 meter över omgivningen. Dynbågen omsluter en omkring 1,3 kilometer bred slätt. Denna slätt är den så kallade deflationsyta, från vilken vinden hämtade sand för att bygga upp dynen.
Ullahau började troligen bildas under 1700-talet och rörde sig med en hastighet av tre meter om året, tills den från slutet av 1800-talet hejdades av planteringar av tall, björk och al samt gräset sandrör. Dynens vandring tog slut en bit in på 1900-talet. Större delen av Ullahau är numera bevuxet med tallskog.
Dynområdet är 145 hektar stort, varav öppna och halvöppna sandpartierna sammanlagt knappt tio hektar. Naturreservatet bildades 1966.
De öppna sandytorna ger ett speciellt, torrt mikroklimat genom att de utsätts för stark solinstrålning och vind. Även den låga förekomsten av fuktighetsbindande växter och det tunna humustäcket bidrar till den torra miljön, som är gynnsam för värmekrävande torrmarksarter av insekter, bland annat gaddsteklar. En art, gräshoppsstekeln, har sin enda svenska förekomst på Gotland och Fårö och finns i Ullahau som en av totalt fyra lokaler på Fårö och totalt sju på hela Gotland.

## Naturtyper
- Trädklädda sanddyner – 64 %
- Vandrande sanddyner med sandrör (vita dyner) – 25 %
- Permanenta sanddyner med örtvegetation (grå sanddyner) – 10 %
- Sanddynområden med krypvide/sandvide – 1 %

## Bilder

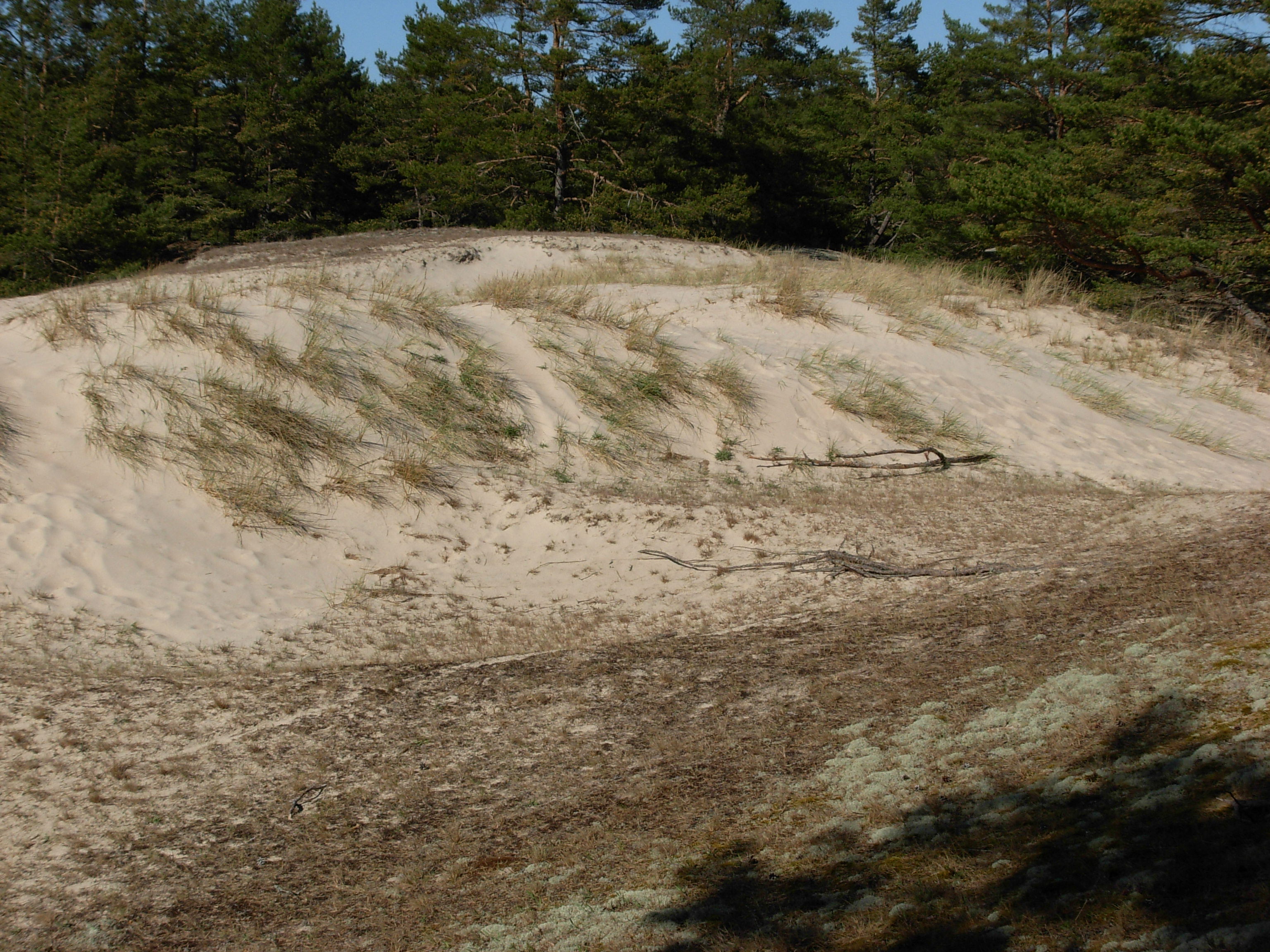
Sanddyn i Ullahau
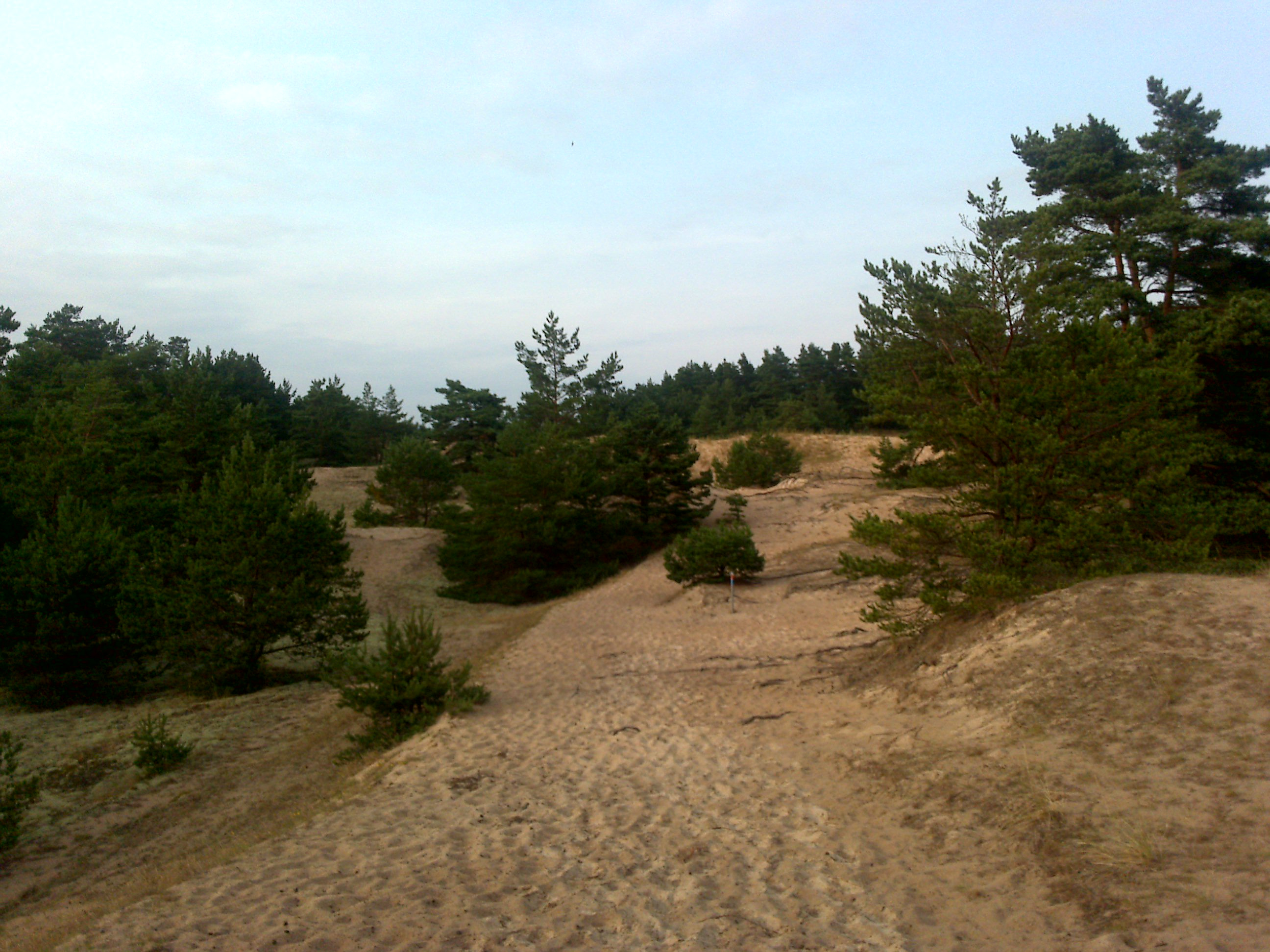
Typisk vegation i Ullahau-området